# Folk, world and country
Folk, world and country o Folk, world & country es una etiqueta a menudo utilizada como medio de clasificación en la industria musical, que engloba los géneros o estilos musicales folk, country y world (incluyendo desde música celta, africana o nórdica, hasta diversos estilos regionales de música clásica), que tienen en común el estar enraizados culturalmente y en su origen con una región geográfica específica.

## Origen y evolución
Esta categoría aparece recientemente, tras la aparición de otra etiqueta en la industria musical, la "world music", que en su definición incluiría otros géneros como el folk o el country; sin embargo, éstos poseen una tradición y un público tan arraigados que ha resultado necesario explicitarlos de cara a los sistemas de categorización. No se trata, pues, de un género musical en sí mismo, sino de un medio de clasificación de cara al público.
La producción industrial de música que puede considerarse folk, world and country comienza tímidamente a principios del siglo XX, incrementándose de forma exponencial entre los años 50 y 70, década ésta en la que alcanza su auge. A partir de entonces, se estabiliza hasta nuestros días. Cada nueva década incorpora nuevos estilos surgidos en diversas regiones del planeta.

## Géneros dentro del folk, world and country
Entre los géneros o estilos musicales que se pueden contar dentro del folk, world and country están:
- Afrobeat
- Afropop
- Apala
- Bluegrass
- Celta
- Country y fusiones, como el country folk
- Folk y fusiones, como el folk & roll
- Folk and roots
- Indie folk e indie rock
- Rockabilly

## Artistas
Algunos de los artistas más célebres englobados bajo esta etiqueta son:
- Bob Dylan
- Johnny Cash
- George Jones
- Willie Nelson
- Jim Reeves
- Mikis Theodorakis